# Département de l'Emploi (Irlande du Nord)
Le département de l'Emploi et de la Formation (en anglais : Department for Employment and Learning) est le département ministériel dévolu d'Irlande du Nord chargé de l'emploi et de la formation entre 1999 et 2016.

## Fonctions
Le département exerce ses compétences dans les domaines :
- de l'emploi ;
- de l'enseignement supérieur ;
- de la formation continue ;
- du savoir-faire ;
- de la formation professionnelle ;
- des droits et responsabilités liés à l'emploi.

## Histoire
À la suite du référendum du 23 mai 1998 sur l'accord du Vendredi saint, et la sanction royale de la loi sur l'Irlande du Nord de 1998 le 19 novembre suivant, une Assemblée et un Exécutif sont établis par le gouvernement travailliste du Premier ministre Tony Blair. Ce processus, connu sous le nom de « dévolution », poursuit le but de donner à l'Irlande du Nord son propre pouvoir législatif.
En décembre 1999, sur la base de la loi sur l'Irlande du Nord, le décret sur les départements d'Irlande du Nord institue le « département de l'Enseignement supérieur, de la Formation continue, de la Formation et de l'Emploi » (en anglais : Department of Higher and Further Education, Training and Employment). Il est renommé « département de l'Emploi et de la Formation » le 20 juillet 2001.
Entre le 12 février et le 30 mai 2000, puis du 15 octobre 2002 au 8 mai 2007, la dévolution est suspendue et le département passe sous administration directe d'un ministre du bureau pour l'Irlande du Nord, qui constitue l'un des départements ministériels du Royaume-Uni.
Par la « loi sur les départements d'Irlande du Nord de 2016 », le ministère est dissous et ses compétences sont reprises par le nouveau département de l'Économie.

## Titulaires
| Nom                                          | Nom           | Dates            | Dates            | Parti |
| -------------------------------------------- | ------------- | ---------------- | ---------------- | ----- |
|                                              | Sean Farren   | 2 décembre 1999  | 11 février 2000  | SDLP  |
| Suspension des institutions nord-irlandaises |               |                  |                  |       |
|                                              | Sean Farren   | 30 mai 2000      | 14 décembre 2001 | SDLP  |
|                                              | Carmel Hanna  | 14 décembre 2001 | 15 octobre 2002  | SDLP  |
| Suspension des institutions nord-irlandaises |               |                  |                  |       |
|                                              | Reg Empey     | 8 mai 2007       | 27 octobre 2010  | UUP   |
|                                              | Danny Kennedy | 27 octobre 2010  | 16 mai 2011      | UUP   |
|                                              | Stephen Farry | 16 mai 2011      | 25 mai 2016      | APNI  |